# Teodoro Asensio Rovira
Teodoro Asensio Rovira (Barcelona,1935). De família procedent de Conca i Aragó, es forma a l'Escola de la Llotja o a l'Escola de Belles Arts de Sant Jordi, totes dues institucions a Barcelona. L'any 1961 va fundar el Grupo Síntesis, des d'on va organitzar el I Ciclo de Arte Hoy. A partir de l'any 1963 també forma part del Grupo Zaragoza, amb el que va exposar en nombroses ocasions.
L'obra d'Asensio s'emmarcà dins l'expressionisme figuratiu.